# Oszkár Glatz
Dans le nom hongrois Glatz Oszkár, le nom de famille précède le prénom, mais cet article utilise l’ordre habituel en français Oszkár Glatz, où le prénom précède le nom.
Oszkár Glatz, né le 13 octobre 1872 à Budapest – mort le 23 février 1958 dans la même ville, est un peintre naturaliste hongrois de style post-impressionniste issu de l'école de Nagybánya. Peintre ethnographe et de plein air, il s'attache à représenter le mouvement et l'unité de l'Homme et de la nature.

## Biographie
Oszkár Glatz est le fils de Henrik (1844-1905), entrepreneur, fondateur du groupe de presse Franklin et de la Société des Bains-spa de Siófok sur le lac Balaton et de Carolina (1844-1905), fille de Rudolf Fuchs et belle-sœur de Konrád Burchard-Bélaváry et du professeur Vilmos Schulek. Il est le frère du Dr. vitéz Erik Mátyásfalvi Glatz (1881-1970), avocat et conseiller général du gouvernement (kormányfőtanácsos).
Glatz étudie dans sa ville natale, puis à Munich et Paris. Il rejoint en 1896 le cercle de Simon Hollósy dont le succès l'impressionne lors des Festivités du Millénaire de 1896. Il aide avec beaucoup d'enthousiasme ses maîtres à organiser la colonie de peintres de Nagybánya. Il y passe l'été 1896 en compagnie des maîtres Hollósy, János Thorma et István Réti, et des peintres Károly Ferenczy et Béla Iványi-Grünwald. Il y peint "Mineurs en prière" (Imádkozó bányászok, 1896), sa première réalisation remarquable d'observation et d'habileté picturale.
Glatz retourne à Nagybánya durant l'été 1897 et découvre dans la région un territoire dénommé Rozsály, propriété du Trésor. Le jeune de 25 ans s'y installe en altitude, là où la neige recouvre encore les sommets, et y vit en solitaire pendant 5 mois. Il n'y croise que quelques bergers, forestiers et agents du Trésor, parfois un artiste. Sa production est alors importante: une vingtaine de toiles en plein air, dont un format monumental, "Nuit sur sommets enneigés c." (Est a havason c.) de 180,5x281,5 cm.
Le salon de Budapest de 1897 de l'École de Nagybánya lui réserve un accueil personnel des plus élogieux, autant de la part d'anciens maîtres, que de la critiques et du public. Il reçoit alors de nombreuses commandes de portraits et le musée de Miskolc achète sa "Nuit sur sommets enneigés c.", aujourd'hui dans la collection de la Galerie nationale hongroise. Il retourne une fois encore à Nagybánya à l'été 1898 mais reste cette fois-ci en plaine et dans la région de Szilágy, passe de villages en villages et ne restant que peu de temps au même endroit, inspiré par les cours d'eau, les collines et les paysages forestiers. Son œuvre alors la plus remarquable est intitulé Les Porteurs de bois (Fahordók c. 197x144 cm), avec un thème proche de celui du peintre Mihály Munkácsy.
Le public lui réserve à nouveau un très bon accueille lors de l'exposition de Budapest de 1898. Ses portraits ont également un grand succès, avec de nombreuses commandes (Pál Gyulai, Kálmán Mikszáth, Károly Eötvös (hu), Andor et Konrád Burchard-Bélaváry, Zoltán Ambrus, Géza Gárdonyi, etc.).
Il est membre du Cercle des impressionnistes et naturalistes hongrois (MIÉNK) et de la Société Pál Szinyei Merse (hu). Il peint par la suite sur les hauts plateaux, à Buják, en Transdanubie et aux bords du lac Balaton.
Il épouse en 1901 à Reichenberg Maria Karolina Wildner, fille de Ede Wildner et Mary de Löffler. Sa femme est aussi un peintre habile, notamment de natures mortes, et ils participent ensemble à la première collection de couple au Salon National en 1910.
Oszkár Glatz enseigne à l'Université hongroise des beaux-arts de Budapest entre 1912 et 1938. Il peint durant cette période plusieurs scènes de genre paysannes hongroises. Ses écrits artistiques sont également significatifs, avec de nombreux articles qui ont pour but de préserver les traditions de l'art populaire hongrois.

## Expositions
- Salon National, Budapest (1910)
- Genève (1921)
- Salon d'Art Helikon, Budapest (1923)
- Műcsarnok, Budapest (1923)
- Musée Ernst, Budapest (1953)

## Galerie

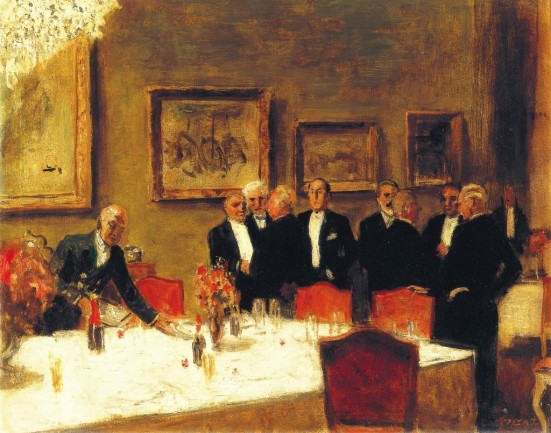
Membre du Fészek Art Club (hu) par Tibor Pólya (hu) avec, de gauche à droite, István Csók, Oszkár Glatz, Adolf Fényes, Elek Falus, István Zádor, Zsigmond Kisfaludi Stróbl, Tibor Pólya, Béla Iványi-Grünwald
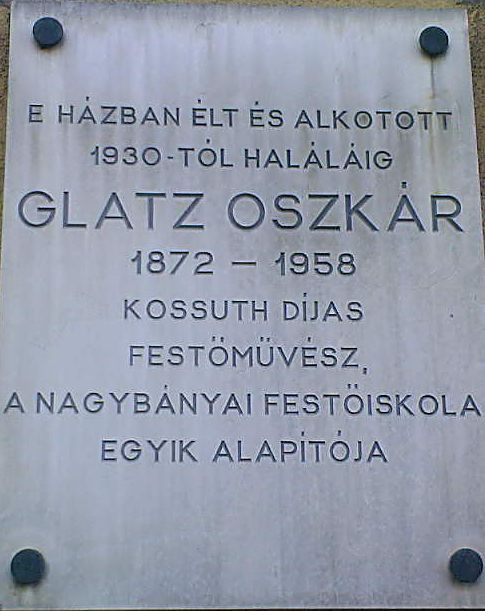
Plaque commémorative dans le 12e arrondissement de Budapest
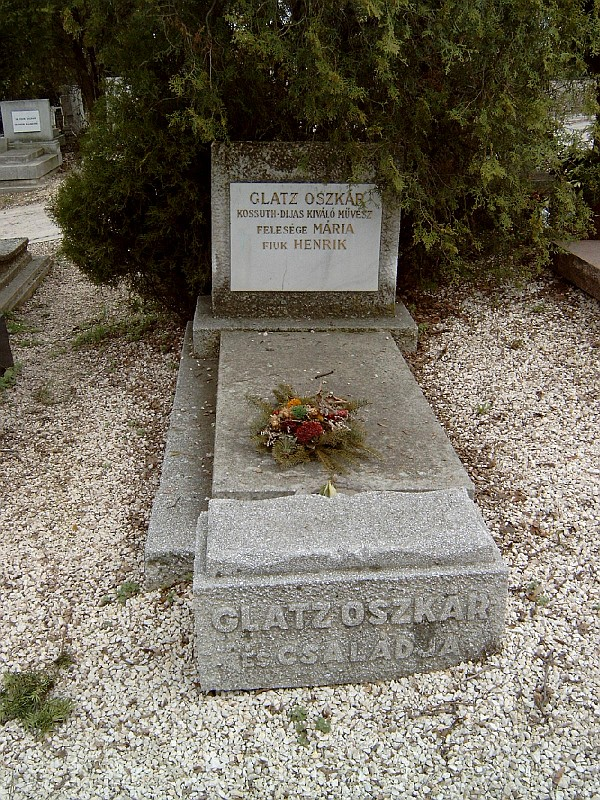
Tombe d'Oszkár Glatz au cimetière de Farkasrét

## Prix et distinctions
- Médaille d'Or à Munich, médaille d'Argent à San Francisco
- Grande Médaille d'Or Nationale (Állami Nagy Aranyérem, 1916)
- Prix de la Société (Társulati díj, 1917)
- Prix Nationale du Graphisme (Állami alakrajzdíj, 1926)
- Couronne Corvin (1930)
- Prix Kossuth (1952)
- Prix de Hongrie pour les artistes exceptionnels (1953)